# Pax (Birmingham)
Pax is een historisch merk van motorfietsen van Pax Engineering Co., Birmingham. Het was een Engels merk dat tamelijk behoudende constructies leverde, waarin 348- en 499cc-Blackburne-zijklepmotoren zaten.
Na de Eerste Wereldoorlog ontstond er in het Verenigd Koninkrijk net als in Duitsland een groot aantal kleine bedrijven die met behulp van toeleveranciers betaalbare en eenvoudige motorfietsen gingen produceren. Het grote aantal van deze merken betekende een enorme concurrentie. Bovendien waren ze afhankelijk van hun toeleveranciers, die in elk geval de inbouwmotoren moesten leveren. Toen Pax Engineering in 1920 of 1921 begon kocht men de motoren in bij Blackburne, de versnellingsbakken bij Sturmey-Archer en de voorvorken bij Druid. Achtervering hadden de machines niet. In 1922 werd het zwaarste model geschrapt, maar het 348cc-model kreeg een kopklepmotor en de riemaandrijving werd vervangen door een meer moderne kettingaandrijving. Toch was dit het laatste jaar van de productie bij Pax.